# Psevdoznanost
Psevdoznanost so izjave, prepričanja ali prakse, za katere se trdi, da temeljijo na znanosti ali dejstvih, vendar pa so nezdružljive z znanstveno metodo in nimajo ustrezne znanstvene podpore. Psevdoznanstvene trditve so si pogosto karakteristično nasprotujoče, pretirane ali jih ni mogoče objektivno preveriti; zanašajo se na pristransko potrjevanje namesto strogih poskusov znanstvenega izpodbijanja; niso odprte za ocenjevanje s strani drugih strokovnjakov; odsotne so sistematične prakse pri razvijanju hipotez in teorije, trditve pa se nadaljujejo še dolgo po eksperimentalni zavrnitvi. Izraz psevdoznanost ima negativno konotacijo (je pejorativen), saj je nekaj kot znanost predstavljeno na nepravilen ali celo goljufiv način. Tisti, ki so označeni za take, ki prakticirajo ali zagovarjajo psevdoznanost, pogosto oporekajo tej karakterizaciji.
Demarkacija (razmejitev) med znanostjo in psevdoznanostjo ima filozofske in znanstvene posledice. Razlikovanje znanosti od psevdoznanosti ima praktične posledice v primeru zdravstvenega varstva, okoljskih politik in izobraževanja. Razlikovanje znanstvenih dejstev in teorij od psevdoznanstvenih prepričanj, kot so npr. prepričanja v astrologiji, alkimiji, alternativni medicini, okultnih prepričanjih in verovanjih v bogove, je del naravoslovnega izobraževanja in znanstvene pismenosti.
Psevdoznanost lahko povzroči negativne posledice v resničnem svetu. Proticepilski aktivisti predstavljajo psevdoznanstvene študije, ki lažno postavljajo pod vprašaj varnost cepiv. Homeopatski pripravki brez aktivnih sestavin so promovirani kot zdravila za smrtonosne bolezni.

## Etimologija
Beseda psevdoznanost izhaja iz grškega korena psevdo, ki pomeni lažno in besede znanost, ki izhaja iz latinske besede "scientia", kar pomeni "znanje". Čeprav se ta izraz uporablja vsaj od konca 18. stoletja (npr. James Pettit Andrews leta 1796) v zvezi z alkimijo, se zdi, da je koncept psevdoznanosti kot nekaj ločenega od prave znanosti postal bolj razširjen sredi 19. stoletja. Med najstarejše uporabe izraza "psevdoznanost" sodi članek iz leta 1844, objavljen v Northern Journal of Medicine, številka 387:
"Ta nasprotna vrsta inovacije, ki izgovarja tisto, kar je bilo priznano kot veja znanosti, kot psevdo-znanost, sestavljeno zgolj iz tako imenovanih dejstev, povezanih z napačnimi razumevanji pod krinko načel." (ang.: "That opposite kind of innovation which pronounces what has been recognized as a branch of science, to have been a pseudo-science, composed merely of so-called facts, connected together by misapprehensions under the disguise of principles.")
Še pred tem je izraz leta 1843 uporabil francoski fiziolog François Magendie. V 20. stoletju se je izraz uporabljal z negativno konotacijo, z njim so opisali razlage pojavov, ki naj bi bili znanstveni, vendar jih dejansko niso podpirali zanesljivi eksperimentalni dokazi. Včasih pa se je uporaba izraza pojavila tudi v bolj formalni in tehnični obliki, kot odgovor na zaznano grožnjo za varnost posameznika in institucije v družbenem in kulturnem kontekstu.

## Povezanost z znanostjo
Psevdoznanost se razlikuje od znanosti s tem ko, čeprav trdi, da je znanost, se psevdoznanost ne drži sprejetih znanstvenih standardov, torej znanstvene metode preverjanja in zavračanja trditev.

### Znanstvena metoda
Znanstveniki so sprejeli številne temeljne principe, ki služijo kot standardi za določanje, ali je znanje, metoda ali praksa znanstvena. Eksperimentalni rezultati morajo biti ponovljivi in potrjeni s strani drugih raziskovalcev. Ta načela so namenjena zagotavljanju, da se poskusi lahko ponavljajo merljivo in pod enakimi pogoji, kar omogoča nadaljnje raziskave z namenom ugotoviti, ali je hipoteza ali teorija, povezana z danimi pojavi, veljavna in zanesljiva. Standardi zahtevajo, da se znanstvena metoda uporablja v celotnem postopku, pristranskost pa je treba nadzorovati ali odpraviti z uporabo naključnosti vzorcev, objektivnimi postopki vzorčenja, t.i. slepimi študijami in drugimi metodami. Pričakuje se, da bodo vsi zbrani podatki, vključno z eksperimentalnimi in okoljskimi pogoji, dokumentirani za vpogled in na voljo za strokovno recenzijo, kar bo omogočilo izvedbo nadaljnjih poskusov ali študij za preverjanje rezultatov. Statistična kvantifikacija statistične značilnosti, zaupanja in napake so prav tako pomembna orodja znanstvene metode.

### Preverjanje in zavračanje trditev
Sredi 20. stoletja je filozof Karl Popper poudaril kriterij zavračanja za razlikovanje znanosti od ne-znanosti. Izjave, hipoteze ali teorije je moč zavrniti, če je v njih možnost, da se lahko izkažejo za napačne. To pomeni, da si je mogoče zamisliti opazovanje ali argument, ki jih zanika. Popper je uporabil astrologijo in psihoanalizo kot primere psevdoznanosti ter Einsteinovo teorijo relativnosti kot primer znanosti. Ne-znanost je razčlenil na filozofske, matematične, mitološke, verske in metafizične formulacije na eni strani, ter na psevdoznanstvene formulacije na drugi strani, čeprav ni dal jasnih meril za razlike med njimi.
Še en primer, ki kaže na očitno potrebo po možnosti zavrnitve neke trditve, je naveden v publikaciji Carla Sagana The Demon-Haunted World, ko je govoril o nevidnem zmaju, ki ga ima v svoji garaži. Ta primer poudarja, da ni fizičnega preizkusa, ki bi ovrgel trditev o prisotnosti tega zmaja. Ne glede na to kakšen preizkus mislite, da lahko ustvarite, vedno obstaja razlog, zakaj to ne velja prav za nevidnega zmaja, zato nihče nikoli ne more dokazati, da je začetna trditev napačna. Sagan zaključuje: "Torej, kakšna je razlika med nevidnim, breztelesnim, lebdečim zmajem, ki bruha ogenj brez vročine in tem, da zmaja sploh ni?" (ang.: "Now, what's the difference between an invisible, incorporeal, floating dragon who spits heatless fire and no dragon at all?"). Navaja še, da "vaša nezmožnost, da razveljavite mojo hipotezo, nikakor ni isto kot dokazovanje resničnosti" (ang.: "your inability to invalidate my hypothesis is not at all the same thing as proving it true"), s čimer še enkrat pojasni, da tudi če bi bila taka trditev resnična, bi bila zunaj področja znanstvenih raziskav.

### Nepriznavanje težav
Leta 1978 je Paul Thagard predlagal, da se psevdoznanost primarno razlikuje od znanosti, ko je v daljšem časovnem obdobju manj napredna od alternativnih hipotez, njeni zagovorniki pa ne priznavajo ali obravnavajo problemov hipoteze. Da bi pomagal razlikovati med psevdoznanostjo in znanostjo, je Mario Bunge leta 1983 predlagal kategorije "področij prepričanja" in "raziskovalnih področij", kjer je prva predvsem osebna in subjektivna, slednja pa vključuje določeno sistematično metodo. Knjiga "Skeptikov priročnik po vesolju" (ang. The Skeptics' Guide to the Universe) iz leta 2018 navaja sovražnost do kritike kot eno od glavnih značilnosti psevdoznanosti.

## Zgodovina
Zgodovina psevdoznanosti je preučevanje psevdoznanstvenih teorij skozi čas. Psevdoznanost je niz idej, ki se predstavljajo kot znanost, čeprav ne izpolnjuje znanstvenih meril.
Razlikovanje med pravo znanostjo in psevdoznanostjo je včasih težavno. Eden od priljubljenih predlogov za razmejitev med njima je kriterij preverjanja in zavračanja, h kateremu je še posebej pomembno prispeval filozof Karl Popper. V zgodovini psevdoznanosti je to dvoje še posebej težko ločiti, ker so se nekatere znanosti razvile prav iz psevdoznanosti. Primer za to je znanost kemija, ki izvira iz pred-znanstvene alkimije.
Velika raznolikost psevdoznanosti še dodatno otežuje zgodovino psevdoznanosti. Nekatere psevdoznanosti, npr. astrologija in akupunktura, so nastale v pred-znanstvenem obdobju. Druge so se razvile kot del ideologije, npr. lisenkoizem, ali kot odgovor na zaznane grožnje neki ideologiji. Primer slednjega je kreacionizem, ki je bil razvit kot odgovor na znanstveno teorijo evolucije.
Kljub temu, da ne izpolnjujejo ustreznih znanstvenih standardov, veliko psevdoznanosti preživi. To je običajno zaradi popularnih napačnih predstav o določeni temi, ali kot posledica vztrajnega jedra pripadnikov, ki zavračajo znanstveno kritiko svojih prepričanj. Sama popularnost je še en dejavnik. Primer predstavlja astrologija, ki ostaja priljubljena kljub temu, da jo znanost zavrača.

## Kazalci možne prisotnosti psevdoznanosti

### Uporaba nejasnih, pretiranih ali nepreverljivih trditev
- Uveljavljanje znanstvenih trditev, ki so nejasne in nenatančne, in ki nimajo specifičnih meritev.[13]
- Trditev z malo ali brez pojasnjevalne moči.[15]
- Neupoštevanje operativnih opredelitev (tj. javno dostopnih opredelitev spremenljivk in izrazov, zaradi česar druge osebe, teh opredelitev ne morejo meriti in neodvisno testirati) (Glej tudi: Obnovljivost).
- Odsotnost razumne uporabe načela varčnosti, tj. nezmožnost iskanja razlage, ki zahteva najmanj možnih dodatnih predpostavk, predvsem ko je na voljo več razumljivih pojasnil (glej: Ockhamova britev).[13]
- Uporaba zapletenega jezika in navidezno tehničnega žargona, katere cilj je na videz predstavljati se za znanost.
- Pomanjkanje mejnih pogojev: večina dobro podprtih znanstvenih hipotez ima dobro definirane omejitve, pod katerimi napovedani pojavi veljajo oz. ne veljajo.[26]
- Manjkajo učinkovite kontrole eksperimentalnega dela, kot so kontrola za placebo efekt in dvojno slepi eksperimenti.
- Pomanjkanje razumevanja osnovnih in uveljavljenih načel fizike, kemije, biologije in inženiringa.[27]

### Preveliko zanašanje na potrditev namesto na izpodbijanje
- Trditve, ki ne dopuščajo logične možnosti, da se z opazovanjem ali fizičnim eksperimentom lahko izkažejo za napačne.[5][14]
- Trditev, da teorija napoveduje nekaj, za kar ni dokazov, da res napoveduje.[13] Znanstvene trditve, ki nimajo napovedne moči, se v najboljšem primeru obravnavajo kot "domneve" ali v najslabšem kot "psevdoznanost" (npr. ignoratio elenchi).[28]
- Trditev, da izjave, ki niso dokazano napačne, zato morajo biti resnične in obratno.[29]
- Prekomerno zanašanje na pričevanja, dokaze iz anekdot ali osebne izkušnje: Ti dokazi so lahko koristni v kontekstu odkrivanja (tj. za postavljanje hipotez), vendar se ne smejo uporabljati v kontekstu utemeljitve (npr. za statistično testiranje hipotez).[18]
- Predstavitev podatkov, za katere se zdi, da podpirajo trditve, in hkrati zatiranje in zavračanje podatkov, ki so v nasprotju s temi trditvami.[17] To je primer pristranskosti pri izbiri, izkrivljanje dokazov ali podatkov, ki izhajajo iz načina zbiranja podatkov. Včasih se imenuje tudi učinek izbora.
- Kot dejstva razglašene prekomerne ali nepreverjene izjave, ki so bile predhodno objavljene drugje; kopičenje takšnih nekritičnih sekundarnih poročil, ki drugače ne prispevajo k lastni empirični raziskavi, se imenuje učinek Woozle.[30]
- Obrnjeno dokazno breme: znanost postavlja dokazno breme na tiste, ki postavijo trditev, ne na kritike. "Psevdoznanstveni" argumenti lahko zanemarijo to načelo in zahtevajo, da skeptiki brez razumnega dvoma dokažejo, da je trditev (npr. trditev o učinkovitosti nove terapevtske tehnike) napačna. Dejansko je nemogoče dokazati splošno negativno izjavo, zato ta taktika napačno postavlja dokazno breme na skeptika in ne na tistega, ki postavi trditev.[31]
- Poziv k holizmu v nasprotju z redukcionizmom: zagovorniki psevdoznanstvenih trditev, zlasti ko gre za naravno medicino, alternativno medicino, naturopatijo in duševno zdravje, se pogosto zatečejo k "mantri holizma", da bi zavrnili negativne ugotovitve.[32]

### Pomanjkanje odprtosti za testiranje s strani drugih strokovnjakov
- Izogibanje strokovnemu pregledu pred objavo rezultatov (imenovano tudi "znanost s tiskovno konferenco"):[31][33] Nekateri zagovorniki idej, ki nasprotujejo sprejetim znanstvenim teorijam, se izogibajo strokovnemu pregledu svojih idej, včasih na podlagi trditve, da je strokovni pregled usmerjen v uveljavljene paradigme, včasih pa z utemeljitvijo, da idej ni mogoče ustrezno ovrednotiti z uporabo standardnih znanstvenih metod. S tem, ko so se izolirajo od procesa strokovnega pregleda, se ti podporniki idej odrečejo možnosti povratnih informacij s strani obveščenih, strokovnih kolegov.[32]
- Nekatere agencije, ustanove in založniki, ki financirajo znanstvene raziskave, zahtevajo, da avtorji dajo na voljo podatke, s čimer lahko drugi neodvisno ocenijo članek. Če raziskovalci ne zagotovijo ustreznih informacij, ki omogoča reprodukcijo njihovih trditev, to prispeva k pomanjkanju odprtosti.[13]
- Poziv k potrebi po tajnosti ali lastniškem znanju, ko se zahteva neodvisen pregled podatkov ali metodologije.[13]
- Zavračanje temeljite razprava o dokazih, ki jo izvajajo strokovni zagovorniki vseh stališč.[16]

### Odsotnost napredka
- Nezmožnost iskanja dodatnih dokazov o svojih trditvah.[5] Terence Hines je astrologijo opredelil kot področje, ki se je v zadnjih dveh tisočletjih zelo malo spremenilo.[17][26]
- Pomanjkanje samo-korekcije: programi znanstvenih raziskav delajo napake, vendar sčasoma te napake zmanjšujejo.[32] Nasprotno, ideje lahko štejemo za psevdoznanstvene, ker so kljub nasprotnim dokazom ostale nespremenjene.
- Statistična značilnost podpirajočih rezultatov se sčasoma ne izboljša in je običajno blizu mejne vrednosti za statistično značilnost. Običajno se metodologija eksperimentov izboljšuje ali pa se poskusi ponavljajo, kar daje vedno močnejše dokaze. Če se statistična značilnost ne izboljša, to po navadi kaže, da so eksperimenti bili ponovljeni, dokler ni prišlo do vnaprej želenega rezultata zaradi statističnega naključja.

### Personalizacija vprašanj
- Tesne družbene skupine in avtoritarne osebnosti, zatiranje nesoglasja in skupinsko razmišljanje lahko povečajo sprejemanje prepričanj brez razumne podlage. Skupina skuša potrditi svoja prepričanja tako, da svoje kritike opredeliti kot sovražnike.[34]
- Trditev o zaroti znanstvene skupnosti, ki da zatira rezultate.
- Napad na motive ali značaj vsakogar, ki dvomi o trditvah (glej Ad hominem).[34]

### Uporaba zavajajočega jezika
- Ustvarjanje izrazov, ki spominjajo na znanstvene, da bi prepričali nestrokovnjake v trditve, ki so lahko napačne ali nesmiselne.
- Uporaba uveljavljenih izrazov na napačen način, s čimer se pokaže nepoznavanje običajnega dela v disciplini.

## Posledice za zdravje
Čeprav so psevdoznanstvene prakse, npr. homeopatija, na splošno neškodljive, jih uporabljajo šarlatani. To predstavlja resno težavo, saj omogoča nesposobnim izvajalcem opravljanje zdravstvene nege. Resnično prepričani fanatiki lahko zaradi svoje naklonjenosti ideologiji predstavljajo resnejšo grožnjo kot tipični prevaranti. Neracionalna zdravstvena nega ni neškodljiva, ustvarjanje zaupanja bolnikov v psevdomedicino pa je lahkomiselno.
8. decembra 2016 je Michael V. LeVine v reviji Business Insider opozoril na nevarnosti, ki jih predstavljajo spletne strani kot je Natural News: 
"Prodajalci kačjega olja so propagirali lažna zdravila že od začetka medicine, zdaj pa so spletne strani, kot je Natural News, preplavile družabna omrežja z nevarno antifarmacevtsko, proticepilsko in proti-GSO psevdoznanstjo, ki milijone ljudi izpostavlja tveganju za bolezni, ki jih je sicer mogoče preprečiti."
(ang. "Snake-oil salesmen have pushed false cures since the dawn of medicine, and now websites like Natural News flood social media with dangerous anti-pharmaceutical, anti-vaccination and anti-GMO pseudoscience that puts millions at risk of contracting preventable illnesses.")
Gibanje proti cepljenju je prepričalo veliko staršev, da ne cepijo svojih otrok. Ti navajajo psevdoznanstvene raziskave, ki povezujejo otroška cepiva s pojavom avtizma. Svetovna zdravstvena organizacija je leta 2019 oklevanje s cepljenjem uvrstila med 10 največjih tveganj za globalno javno zdravje.